# マテウス・ガリアーノ・ダ・コスタ
マテウス（Mateus）こと、マテウス・ガリアーノ・ダ・コスタ（Mateus Galiano da Costa 、1984年6月19日 - ）は、アンゴラ・ルアンダ出身のプロサッカー選手。ポルトガルのUDレイリア所属。ポジションは、フォワード。

## 経歴

### クラブ
ポルトガル下部のチームでプレーした後、2006年1月、プリメイラ・リーガのジル・ヴィセンテFCと契約を結んだ。2月5日、5-0で勝利したホームのヴィトーリア・デ・セトゥーバル戦でデビューを果たした。
2008-09シーズン、マデイラ諸島のCDナシオナルに移籍した。スタメンとベンチを行き来したが、攻撃の中心を担い、最終的にチームはUEFAヨーロッパリーグへの出場権を獲得した。翌年はレギュラーに定着し、2011-12シーズン、24試合に出場し、9得点を挙げた。

### 代表
2006年、FIFAワールドカップにアンゴラ代表として招集され、グループステージ全3試合に出場した。その中には0-1で敗れたポルトガル代表戦も含まれている。

## 代表歴

### 出場大会
- アンゴラ代表
  - 2006 FIFAワールドカップ

### 試合数
- 国際Aマッチ 68試合 14得点（2006年-2021年）[3]

| アンゴラ代表 | 国際Aマッチ | 国際Aマッチ |
| 年           | 出場        | 得点        |
| ------------ | ----------- | ----------- |
| 2006         | 8           | 3           |
| 2007         | 1           | 0           |
| 2008         | 8           | 0           |
| 2009         | 7           | 1           |
| 2010         | 1           | 0           |
| 2011         | 5           | 1           |
| 2012         | 13          | 2           |
| 2013         | 6           | 0           |
| 2014         | 0           | 0           |
| 2015         | 2           | 1           |
| 2016         | 2           | 0           |
| 2017         | 0           | 0           |
| 2018         | 4           | 4           |
| 2019         | 8           | 0           |
| 2020         | 2           | 2           |
| 2021         | 1           | 0           |
| 通算         | 68          | 14          |

### 得点
2018年10月12日現在
| #  | 日時           | 場所                                                         | 相手             | スコア | 結果 | 大会                                           |
| -- | -------------- | ------------------------------------------------------------ | ---------------- | ------ | ---- | ---------------------------------------------- |
| 1  | 2006年4月29日  | マセル、セツォト・スタジアム                                 | モーリシャス     | 4–1    | 5–1  | COSAFAカップ2006                               |
| 2  | 2006年4月30日  | マセル、セツォト・スタジアム                                 | レソト           | 1–0    | 3–1  | COSAFAカップ2006                               |
| 3  | 2006年10月8日  | ルアンダ、エスタディオ・ダ・シダデラ                         | ケニア           | 2–0    | 3–1  | アフリカネイションズカップ2008予選             |
| 4  | 2009年8月12日  | リスボン、エスタディオ・ド・レステロ                         | トーゴ           | 2–0    | 2–0  | 親善試合                                       |
| 5  | 2011年10月8日  | ビサウ、エスタジオ・ヴィンチ・イ・クワトロ・デ・セテンブロ   | ギニアビサウ     | 2–0    | 2–0  | アフリカネイションズカップ2012予選             |
| 6  | 2012年1月14日  | カビンダ、エスタディオ・ナシオナル・ド・シアジ               | シエラレオネ     | 2–1    | 3–1  | 親善試合                                       |
| 7  | 2012年1月22日  | マラボ、ヌエボ・エスタディオ                                 | ブルキナファソ   | 1–0    | 2–1  | アフリカネイションズカップ2012                 |
| 8  | 2015年10月17日 | ヨハネスブルグ、ランド・スタジアム                           | 南アフリカ共和国 | 1–0    | 2–0  | アフリカネイションズチャンピオンシップ2016予選 |
| 9  | 2018年10月12日 | ルアンダ、エスタジオ・オンジ・デ・ノヴェンブロ               | モーリタニア     | 1–1    | 4–1  | アフリカネイションズカップ2019予選             |
| 10 | 2018年10月12日 | ルアンダ、エスタジオ・オンジ・デ・ノヴェンブロ               | モーリタニア     | 2–1    | 4–1  | アフリカネイションズカップ2019予選             |
| 11 | 2018年11月18日 | ルアンダ、エスタジオ・オンジ・デ・ノヴェンブロ               | ブルキナファソ   | 1–0    | 2–1  | アフリカネイションズカップ2019予選             |
| 12 | 2018年11月18日 | ルアンダ、エスタジオ・オンジ・デ・ノヴェンブロ               | ブルキナファソ   | 2–0    | 2–1  | アフリカネイションズカップ2019予選             |
| 13 | 2020年10月13日 | リオ・マイオル、エスタディオ・ムニシパル・デ・リオ・マイオル | モザンビーク     | 1–0    | 3–0  | 親善試合                                       |
| 14 | 2020年10月13日 | リオ・マイオル、エスタディオ・ムニシパル・デ・リオ・マイオル | モザンビーク     | 2–0    | 3–0  | 親善試合                                       |